# Uroleucon debile
Uroleucon debile är en insektsart som först beskrevs av Takahashi, R. 1923.  Uroleucon debile ingår i släktet Uroleucon och familjen långrörsbladlöss. Inga underarter finns listade i Catalogue of Life.